# الرباط (البيضاء)

تعديل مصدري - تعديل

الرباط هي إحدى قرى عزلة ال مظفرالاعلى بمديرية البيضاء التابعة لمحافظة البيضاء، بلغ تعداد سكانها 137 نسمة حسب تعداد اليمن لعام 2004.